# Multilaterale Investitions-Garantie-Agentur

Logo der MIGA (2016)

Die Multilaterale Investitions-Garantie-Agentur (englisch: Multilateral Investment Guarantee Agency, Abkürzung: MIGA) ist ein Teil der Weltbankgruppe.
Die MlGA ist das jüngste Mitglied der Weltbankgruppe. Ihre Einrichtung wurde im Oktober 1985 beschlossen, im April 1988 erreichte sie die für die Gründung notwendige Mindestanzahl an Vertragsstaaten, die die zugrundeliegende MIGA-Konvention ratifiziert hatten. Ihr primäres Ziel ist es, ausländische Direktinvestitionen in Entwicklungsländern zu fördern, indem sie Garantien gegen nichtkommerzielle, sogenannte politische Risiken anbietet, wie zum Beispiel Transferbeschränkungen, Vertragsbruch, Krieg, zivile Unruhen und Enteignung. Sie berät außerdem die Regierungen der Entwicklungsländer bei der Formulierung von Programmen zur Förderung von ausländischen Investitionen. Die MIGA versucht, mit ihrem Instrumentarium sowohl nationale Investitionsgarantieabkommen beziehungsweise Kapitalschutzabkommen als auch private Versicherungen gegen politische Risiken zu ergänzen.
Die MIGA bietet zudem Dienstleistungen auf den Gebieten der technischen Hilfe und der Investitionsberatung an. Diese haben das Ziel, Aktivitäten der Investitionsförderung zu unterstützen, relevante Informationen im Internet (IPAnet) zu verbreiten und die entsprechenden Kapazitäten in den relevanten Entwicklungsländern zu stärken.
Im Geschäftsjahr 2003 wurden 59 Garantieverträge mit einem Gesamtumfang von 1,4 Mrd. US$ abgeschlossen, mit denen ein geschätztes Investitionsvolumen in Höhe von 5,2 Mrd. US$ in 28 Ländern ermöglicht wurde, davon etwa ein Fünftel in den ärmsten Ländern.
Deutschland ist Gründungsmitglied und mit einem Kapitalanteil von etwa 1 Mrd. US$ mit rund 3,8 % beteiligt (Stimmrechtsanteil 4,47 %).